# Мертвецький Великдень
Мертвецький Великдень — народне свято та вірування на Херсонщині, що відзначається у перший понеділок Великого Посту (Жилавий понеділок), який припадає на кінець зими або початок весни.

## Свято в літературі
Про це свято Григорій Квітка-Основ'яненко в збірці «Малороссийские повести, рассказываемые Грыцьком Основьяненком» видав оповідання "Мертвецький Великдень". Сюжет підкреслює містичність та комічність ситуації: головний герой, наляканий живими мерцями, ледве рятується, коли проспівав півень. Твір поєднує елементи народного гумору та моторошних переказів, висміюючи забобонність і наївність селян.

## Варіант свята на Лівобережжі
Не варто плутати цей день із Навським Великоднем, який святкують на Лівобережжі ближче до середини весни у Чистий четвер перед Великоднем. Хоча обидва свята пов'язані з культом померлих предків, все ж вони святкуються в різний час, відрізняються назвами та регіональними традиціями.